# Slovenský raj
Slovenský raj este o arie protejată (arie de protecție specială avifaunistică — SPA) din Slovacia întinsă pe o suprafață de 25.243 ha, integral pe uscat.

## Localizare
Centrul sitului Slovenský raj este situat la coordonatele 48°55′13″N 20°20′43″E / 48.920171°N 20.345323°E.

## Înființare
Situl Slovenský raj a fost declarat arie de protecție specială avifaunistică în mai 2010 pentru a proteja 14 specii de animale.

## Biodiversitate
Situată în ecoregiunea alpină, aria protejată nu include niciun habitat protejat.
La baza desemnării sitului se află mai multe specii protejate de  păsări (14): acvilă de munte (Aquila chrysaetos), cocoșul de mesteacăn (Bonasa bonasia), buha (Bubo bubo), barză neagră (Ciconia nigra), acvilă-țipătoare-mică (Clanga pomarina), ciocănitoare neagră (Dryocopus martius), șoim călător (Falco peregrinus), ciuvică (Glaucidium passerinum), cocoșul de mesteacăn (Lyrurus tetrix), viespar (Pernis apivorus), ciocănitoare de munte (Picoides tridactylus), ciocănitoare verzuie (Picus canus), huhurezul mic (Strix uralensis),  cocoș de munte (Tetrao urogallus).